# 2015年1月民主党代表選挙
2015年1月民主党代表選挙（2015ねん1がつみんしゅとうだいひょうせんきょ）は、2014年12月15日に辞任を表明した海江田万里代表の後任を選出するため、2015年1月18日に臨時党大会において実施された民主党の党代表選挙である。1回目の投票で有効投票数の過半数を獲得した人がいなかったため、上位2人（細野豪志・岡田克也）による決選投票が行われ、岡田克也が当選した。

## 概要
2014年12月14日に執行された第47回衆議院議員総選挙において海江田代表自身が落選。12月15日、海江田は正式に辞任を表明し、これに伴い代表選が行われることとなった。任期は、2017年9月末まで。
12月17日に両院議員総会が開催され、代表選挙は1月7日午前に告示し、1月18日に臨時党大会において選出されることとなった。また、中央選挙管理委員会（委員長：江田五月）が臨時党大会の運営を行うとされた。今回の代表選では民主党所属の国会議員に加え、地方議員と党員・サポーター約23万人が投票権を持ち、全760ポイントのうち約3分の2が配分される。前代表の任期途中の辞任に際しての代表選挙で、一般党員・サポーターによる投票が行われたのはこれが初めてである。任期満了にともなう代表選の際のような時間的余裕がないことから、従来行われていた党員・サポーターの二重登録についてのチェックが一部簡略化されている。
今回の代表選挙は、第18回統一地方選挙や2016年の参議院議員選挙に向けて、自由民主党に対抗できる政党を目指すための選挙でもあった。

### 立候補者
12月18日に細野豪志元幹事長が出馬を表明した。次いで25日に岡田克也代表代行が、29日に長妻昭元厚労相が出馬を表明した。

### 立候補が取り沙汰された人物
- 篠原孝 - 立候補に意欲を示していたが、リベラル系候補者を一本化するため、長妻の支援に回る[7]。
- 蓮舫 - 立候補に意欲を示していたが、推薦人が集まらなかった。岡田の支援に回る[8]。
- 桜井充 - 立候補に意欲を示していたが、推薦人が集まらなかった。細野の支援に回る[9]。
- 前原誠司

## 党代表選データ

### 日程
- 12月17日 - 民主党が両院議員総会で代表選挙実施を決定、同日付で公告
- 1月7日 - 告示日、共同記者会見[10]
- 1月16日 - 党員・サポーター等の郵送投票締切[11]
- 1月18日 - 臨時党大会、投開票

### 候補者と公約
届け出順
| 候補者   | 年齢 | 公約                                                                                       |
| -------- | ---- | ------------------------------------------------------------------------------------------ |
| 長妻昭   | 54   | 日本はもっと良くなる! すべての人に「居場所」と「出番」のある社会 (共生社会) の実現を (PDF) |
| 細野豪志 | 43   | 新しい民主党を創る (PDF)                                                                   |
| 岡田克也 | 61   | 「熟議と決断」の民主党へ 温かみのある「公正な社会」のために (PDF)                          |

- 読売新聞は1月7日に、各候補者の公約要旨を掲載している[12]。
- 時事通信は1月8日に、安保政策、原発、経済、他党との関係の4点について、政策比較表を掲載している[13]。

### 推薦人
| 候補者   | 推薦人 |
| -------- | --- |
| 長妻昭   | 赤松広隆、大畠章宏、近藤昭一、山井和則、篠原孝、田嶋要、福田昭夫、佐々木隆博、中島克仁、 小川敏夫、神本美恵子、相原久美子、大島九州男、風間直樹、那谷屋正義、藤末健三、藤田幸久、 前田武志、増子輝彦、水岡俊一、有田芳生、石橋通宏、田城郁、徳永エリ、野田国義   |
| 細野豪志 | 黄川田徹、松原仁、松本剛明、泉健太、長島昭久、馬淵澄夫、小川淳也、田島一成、鷲尾英一郎、 大西健介、緒方林太郎、鈴木貴子、福島伸享、宮崎岳志、山尾志桜里、羽田雄一郎、大塚耕平、 桜井充、榛葉賀津也、柳田稔、加藤敏幸、津田弥太郎、牧山弘恵、大野元裕、安井美沙子 |
| 岡田克也 | 安住淳、中川正春、野田佳彦、阿部知子、武正公一、辻元清美、平野博文、近藤洋介、岡本充功、 郡和子、寺田学、西村智奈美、奥野総一郎、黒岩宇洋、小川勝也、北澤俊美、直嶋正行、 福山哲郎、足立信也、大久保勉、小林正夫、芝博一、前川清成、柳澤光美、蓮舫               |

- 出典
  - 『長妻昭 推薦人』（PDF）（プレスリリース）民主党、2015年1月7日。
  - 『細野豪志 推薦人名簿』（PDF）（プレスリリース）民主党、2015年1月7日。
  - 『岡田克也 推薦人名簿』（PDF）（プレスリリース）民主党、2015年1月7日。

## 選挙の結果

### 1回目
| 候補者   | 得点数 | 国会議員票   | 公認予定者票 | 地方議員票    | 党員・サポーター票 |
| -------- | ------ | ------------ | ------------ | ------------- | ------------------ |
| 細野豪志 | 298pt  | 48票（96pt） | 0            | 649票（63pt） | 41563票（139pt）   |
| 岡田克也 | 294pt  | 47票（94pt） | 1票（1pt）   | 532票（51pt） | 41079票（148pt）   |
| 長妻昭   | 168pt  | 37票（74pt） | 0            | 284票（27pt） | 21348票（67pt）    |
| 無効     | -      | 0            | 0            | 2票           | 523票              |

党員・サポーター票は、あらかじめ都道府県ごとに割り当てられた定数をドント方式で分配する形でポイントに換算される。そのため、総得票数では細野が首位であるが、党員・サポーター票分の獲得ポイントでは岡田が上回った。地方議員票は全国一律に集計され、ドント方式でポイントに換算された。
党員・サポーターの投票率は46.21%、地方議員の投票率は90.06%であった。第一回投票では、不在者投票を含め、党所属国会議員132名全員が投票した。
いずれの候補者も過半数のポイントを獲得できなかったため、上位2名の細野と岡田が、国会議員とその公認予定候補者による決選投票に進んだ。

### 決選投票
| 候補者   | 得点数 | 国会議員票    | 公認予定者票 |
| -------- | ------ | ------------- | ------------ |
| 岡田克也 | 133pt  | 66票（132pt） | 1票（1pt）   |
| 細野豪志 | 120pt  | 60票（120pt） | 0            |
| 棄権     | -      | 4票           | 0            |
| 無効     | -      | 2票           | 0            |

党大会運営者である江田五月選管委員長が、得票の上回った岡田の当選を宣言し、党大会の承認を受けた形で岡田が代表に就任した。

## 選挙後の人事
長妻は筆頭の代表代行、細野は政策調査会長となった。幹事長には枝野幸男が留任した。
| 顧問                   | 羽田孜 渡部恒三 中井洽 中野寛成 鹿野道彦 藤井裕久 平田健二 海江田万里 |
| 最高顧問               | 野田佳彦 横路孝弘 江田五月 赤松広隆                                   |
| 代表                   | 岡田克也                                                              |
| 代表代行               | 長妻昭 蓮舫                                                           |
| 副代表                 | 北澤俊美 原口一博 神本美恵子                                          |
| 幹事長                 | 枝野幸男                                                              |
| 幹事長代理             | 近藤昭一 福山哲郎                                                     |
| 役員室長               | 近藤洋介                                                              |
| 政策調査会長           | 細野豪志                                                              |
| 政策調査会長代理       | 辻元清美 大島敦 大塚耕平                                              |
| 国会対策委員長         | 高木義明                                                              |
| 国会対策委員長代理     | 安住淳                                                                |
| 参議院議員会長         | 郡司彰                                                                |
| 参議院幹事長           | 羽田雄一郎                                                            |
| 参議院国会対策委員長   | 榛葉賀津也                                                            |
| 常任幹事会議長         | 前田武志                                                              |
| 男女共同参画推進本部長 | 神本美恵子                                                            |
| 選挙対策委員長         | 玄葉光一郎                                                            |
| 総務委員長             | 水岡俊一                                                              |
| 国際局長               | 藤田幸久                                                              |
| 財務委員長             | 小川敏夫                                                              |
| 組織委員長             | 武正公一                                                              |
| 広報委員長             | 林久美子                                                              |
| 企業団体対策委員長     | 柳田稔                                                                |
| 青年委員長             | 黒岩宇洋                                                              |
| 国民運動委員長         | 黒岩宇洋                                                              |
| 両院議員総会長         | 直嶋正行                                                              |
| 代議士会長             | 中川正春                                                              |
| 中央代表選挙管理委員長 | 原口一博                                                              |
| 倫理委員長             | 長浜博行                                                              |